# Fimbristylis kingii
Fimbristylis kingii är en halvgräsart som beskrevs av James Sykes Gamble och Johann Otto Boeckeler. Fimbristylis kingii ingår i släktet Fimbristylis och familjen halvgräs. IUCN kategoriserar arten globalt som livskraftig. Inga underarter finns listade i Catalogue of Life.